# بیدینگ
بیدینگ (به فرانسوی: Biding) یک کمون در فرانسه است که در Canton of Grostenquin واقع شده‌است.

## خصوصیات
بیدینگ ۶٫۷۲ کیلومترمربع مساحت و ۳۱۳ نفر جمعیت دارد و ۲۷۰ متر بالاتر از سطح دریا واقع شده‌است.